# IC 3360
IC 3360 је појединачна звијезда у сазвјежђу Береникина коса која се налази на листи објеката дубоког неба у Индекс каталогу.
Деклинација објекта је + 26° 2' 47" а ректасцензија 12h 26m 50,4s.